# Black and White (musikalbum)
Black and White är ett musikalbum av Tony Joe White som lanserades 1968, i vissa länder 1969, på Monument Records. Albumet som var Whites debut innehåller hans största hitsingel, "Polk Salad Annie" som var en stor framgång i USA 1969. Singeln hade då funnits på marknaden i nio månader och skivbolaget hade betecknat låten som en flopp. En annan av albumets låtar, den inledande "Willie & Laura Mae Jones" spelades in på singel av Dusty Springfield 1969. Hennes version nådde plats 78 på amerikanska singellistan.

## Låtlista
(låtar utan angiven upphovsman skrivna av Tony Joe White)
1. "Willie and Laura Mae Jones"
2. "Soul Francisco"
3. "Aspen Colorado"
4. "Whompt Out On You"
5. "Don't Steal My Love"
6. "Polk Salad Annie"
7. "Who's Making Love" (Homer Banks, Bettye Crutcher, Don Davis, Raymond Jackson)
8. "Scratch My Back" (Moore)
9. "Little Green Apples" (Bobby Russell)
10. "Wichita Lineman" (Jimmy Webb)
11. "Look of Love" (Burt Bacharach, Hal David)

## Listplaceringar
- Billboard 200, USA: #51[3]